# Kleinpolder
Kleinpolder is een wijk in het zuiden van het Rotterdamse stadsdeel Overschie. Kleinpolder is vanaf 1947 gebouwd.
Kleinpolder wordt begrensd door de Delfshavense Schie in het westen, de A20 in het zuiden, de Rotterdamse Schie in het oosten en de oude dorpskern van Overschie in het noorden. Kleinpolder wordt doorsneden door de A13 en knooppunt Kleinpolderplein waar de weg aansluit op de A20, is naar deze wijk vernoemd.

## Geschiedenis
Bij het bombardement op Rotterdam van 14 mei 1940 waren 25.000 woningen verloren gegaan en werden 80.000 mensen dakloos. In 1941 werd de gemeente Overschie door Rotterdam geannexeerd. In 1947 begon de stedenbouwkundige Lotte Stam-Beese van de Dienst Stadsontwikkeling met het ontwerp van de wijk. De structuur van de wijk was gebaseerd op de zogenaamde 'wijkgedachte'.
De wijk Kleinpolder was bedoeld voor de huisvesting van arbeiders van het industriegebied de Spaanse Polder. Vanwege het gebrek aan materialen direct na de Tweede Wereldoorlog en de grote woningnood is in Kleinpolder uitgebreid geëxperimenteerd met industrialisatie van de woningbouw.
In de jaren negentig is de wijk gerenoveerd, waarbij de kwaliteit van de woningen ingrijpend is verbeterd.

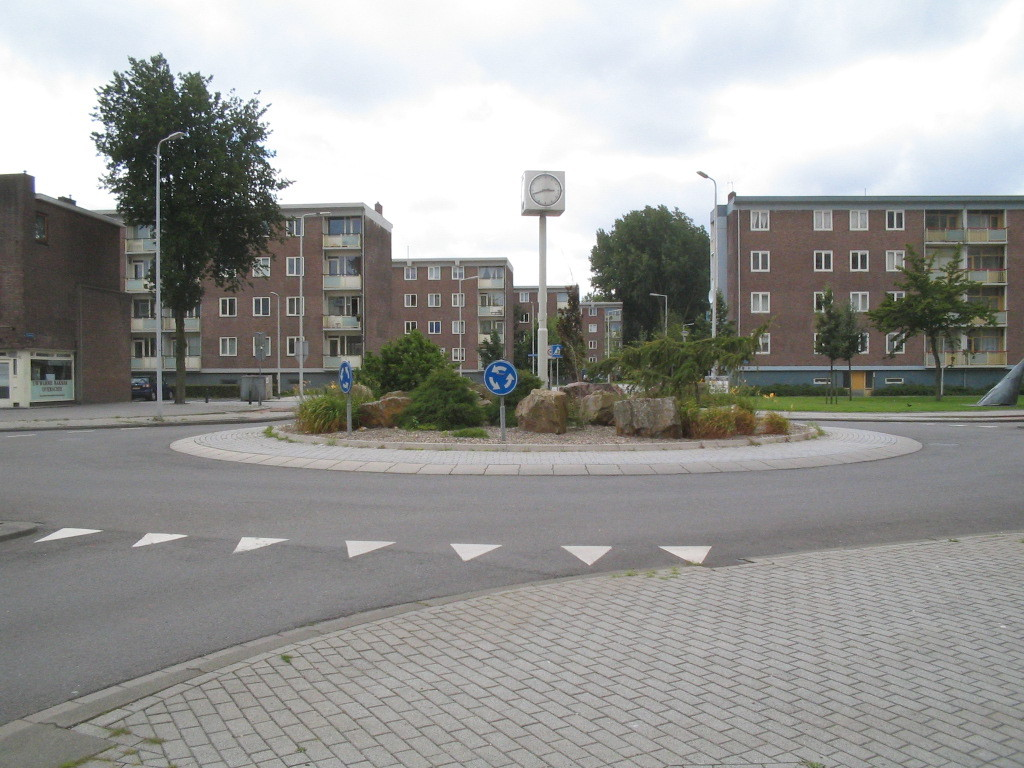
Kleinpolder-Oost
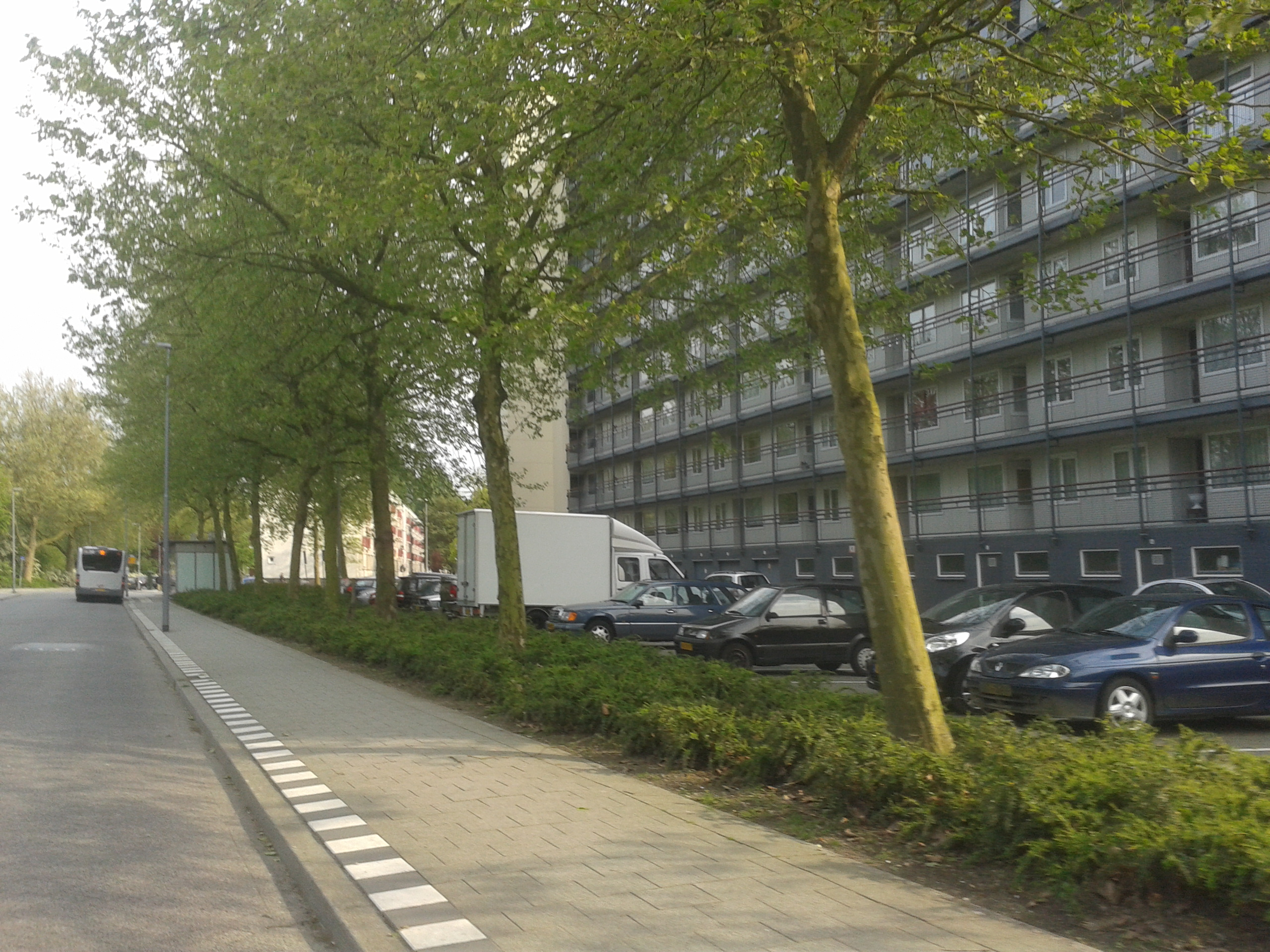
Kleinpolder-West

Kandelaar ·
Kleinpolder · 
Landzicht · 
Spaanse Polder · 
Zestienhoven ·
(Zweth)
Rotterdam Centrum ·
Rotterdam-Noord ·
Rotterdam-Oost ·
Rotterdam-West ·
Rotterdam-Zuid ·
110-Morgen ·
Afrikaanderwijk ·
Agniesebuurt ·
Bergpolder ·
Beverwaard ·
Blijdorp ·
Blijdorpse polder ·
Bloemhof ·
Boomgaardshoek ·
Bospolder-Tussendijken ·
CS-kwartier ·
Carnisserbuurt ·
Cool ·
Crooswijk ·
De Esch ·
De Veranda ·
Delfshaven ·
Delfshaven-Schiemond ·
Dijkzigt ·
Feijenoord ·
Gadering ·
Groenenhagen-Tuinenhoven ·
Groot-IJsselmonde ·
Heijplaat ·
Het Lage Land ·
Hillegersberg ·
Hillesluis ·
Homerusbuurt ·
Hordijkerveld ·
Kandelaar ·
Karl Marxbuurt ·
Katendrecht ·
Kiefhoek ·
Kleinpolder ·
Kleiwegkwartier ·
Kop van Zuid ·
Kralingen ·
Kralingse Veer ·
Kreekhuizen ·
Landzicht ·
Liskwartier ·
Lloydkwartier ·
Lombardijen ·
Meeuwenplaat ·
Middelland ·
Middengebied ·
Millinxbuurt ·
Molenlaankwartier ·
Molièrebuurt ·
Nesselande ·
Nieuw Engeland ·
Nieuw-Mathenesse ·
Nieuwe Westen ·
Nooddorp ·
Noordereiland ·
Ommoord ·
Oosterflank ·
Oud-Charlois ·
Oud-IJsselmonde ·
Oud-Mathenesse ·
Oude Noorden ·
Oude Westen ·
Oudeland ·
Overschie ·
Pendrecht ·
Prinsenland ·
Provenierswijk ·
Reyeroord ·
Rubroek ·
Sagenbuurt ·
Scheepvaartkwartier ·
Schiebroek ·
Schiemond ·
's-Gravenland ·
Smeetsland ·
Spaanse Polder ·
Spangen ·
Sportdorp ·
Stadsdriehoek ·
Struisenburg ·
Tarwewijk ·
Terbregge ·
Tussenwater ·
Varenbuurt ·
Vondelingenplaat ·
Vreewijk ·
Waalhaven ·
Westpunt ·
Wielewaal ·
Witte Dorp ·
Zalmplaat ·
Zenobuurt ·
Zestienhoven ·
Zevenkamp ·
Zomerland ·
Zuidwijk